# Raúl Tanco
Raúl Dermirio Tanco (Nueve de Julio, Buenos Aires, 4 de marzo de 1905 - Buenos Aires, 27 de junio de 1977) fue un militar argentino que llegó al grado de general de división y alcanzó notoriedad por haber secundado al general de división Juan José Valle en la sublevación de junio de 1956 contra la Revolución Libertadora.

## Biografía
Hijo de Delfín Tanco y Elisa Susemihl, hizo la carrera militar usual en el Colegio Militar de la Nación y la Escuela Superior de Guerra, especializándose en movilización de tropas y pertrechos. Participó en la organización de la Gendarmería Nacional Argentina. En 1945 fue jefe de la II División, dependiente del Ministerio de Guerra —con lo cual entró en contacto directo con el entonces ministro, coronel Juan Perón— y director del Liceo Militar General San Martín.
En 1946 fue nombrado agregado militar en la embajada argentina en México, y en 1949 participó en la organización de la Escuela de Suboficiales «Sargento Cabral». Ascendido al grado de general de brigada, en 1950 fue comandante de la Tercera División del Ejército Argentino; en 1954 fue ascendido a general de división y fue nombrado director de la Escuela Superior de Guerra.
Durante el transcurso del golpe de Estado de septiembre de 1955 se mantuvo leal al presidente Perón, y formó parte de la junta militar presidida por el teniente general José Domingo Molina tras la renuncia de éste. Los líderes golpistas lo pasaron forzosamente a retiro militar pocos días después y lo confinaron en un campo de su propiedad, en el partido de General Guido.
Participó de las conspiraciones para derrocar al dictador Pedro Eugenio Aramburu, y acompañó como segundo jefe a Juan José Valle en el alzamiento militar del 9 de junio de 1956. Tras el fracaso del mismo, el día 14 obtuvo asilo en la embajada de Haití en Buenos Aires; fuerzas militares violaron la inmunidad diplomática y secuestraron a los asilados en esa embajada e incluso golpearon a la esposa del embajador, a la que un oficial calificó de «negra de mierda». No obstante, la firme actitud del embajador obligó al dictador a devolver a los asilados a la embajada.
Semanas más tarde logró abandonar el país en carácter de exiliado político, asilándose en Venezuela. Regresó a la Argentina hacia 1964, residiendo desde entonces en Buenos Aires, donde se le reconoció el grado militar. Se hizo presente en el homenaje de 1966 al levantamiento de Valle junto a, entre otros, Susana Valle -hija del general Valle- o los diputados Abraham Abdulajad, Juan C. Cornejo Linares y Julio Antún; en un acto que fue reprimido por el gobierno de Arturo Illia y del que no participaron los sectores vandoristas.
Falleció en Buenos Aires el 27 de junio de 1977. Estaba casado con Haydeé Elvira Paz Martín, con quien tuvo tres hijos, Raúl Oscar, Carlos Raúl y Hector Raúl.